# Unité astronomique
Pour les articles homonymes, voir au et UA.
L'unité astronomique de longueur, ou de façon plus usuelle unité astronomique (en anglais : astronomical unit (of length)), est l'unité de longueur du système astronomique d'unités ; elle correspond approximativement à la distance entre la Terre et le Soleil, soit environ 150 millions de kilomètres. Son symbole agréé par le Bureau international des poids et mesures est « au », bien qu'elle soit encore couramment notée « AU », « ua » ou « UA », ; « ua » était la notation recommandée par l’Union astronomique internationale avant 2012.
Elle est principalement utilisée pour exprimer les distances entre les objets célestes du Système solaire ainsi qu'entre ceux situés dans d'autres systèmes planétaires. Elle est historiquement fondée sur la distance entre la Terre et le Soleil, et a été créée en 1958. Lors de la 28e assemblée générale de l’Union astronomique internationale, tenue fin août 2012 à Pékin, en Chine, l’unité astronomique est définie comme valant exactement 149 597 870 700 mètres (valeur fixe recommandée) (soit 149,6 Gm, 4,848 1 × 10−6 pc, ou 1,581 2 × 10−5 al). Une année-lumière vaut donc approximativement 63 241 unités astronomiques.

## Définition
En première approximation (en supposant la masse des planètes négligeable devant celle du Soleil), la Terre a une orbite elliptique autour du Soleil, dont la loi temporelle est contenue dans les lois de Kepler ; pour plus de précision, on tient compte des interactions entre planètes et de la force exercée par les planètes sur le Soleil. Il apparaît donc que la Terre n’est pas à une distance constante du Soleil. Afin d’obtenir une valeur fixe, elle a, à l’origine, été définie comme la moyenne entre le minimum et le maximum de la distance Terre-Soleil sur une année — autrement dit, le demi-grand axe de l'orbite de la Terre.
En anglais, et dans quelques autres langues, le symbole « AU » ou « au » est employé, et l’Union astronomique internationale a recommandé, lors de sa 28e Assemblée générale, que le symbole « au » soit dorénavant le seul à être utilisé pour désigner l’unité astronomique. Cependant, le symbole « ua » était auparavant recommandé par le Bureau international des poids et mesures, la norme internationale ISO/IEC 80000 et l’Union astronomique internationale. La notation « ua » reste fréquente en français[réf. souhaitée].

### 1976
En 1976, lors de la XVIe Assemblée générale de l'Union astronomique internationale, l'unité astronomique est définie comme suit :
« L’unité astronomique de longueur ou unité de distance ({\displaystyle A}) est la longueur pour laquelle la constante de la gravitation de Gauss ({\displaystyle k}) prend la valeur 0,017 202 098 95 quand les unités de mesure sont les unités astronomiques de longueur, de masse [la masse solaire] ({\displaystyle S}) et de temps [le jour ou day] ({\displaystyle D}). Les dimensions de {\displaystyle k^{2}}, le carré de la constante gravitationnelle de Gauss, sont celles de la constante [universelle] de la gravitation ({\displaystyle G}), c'est-à-dire {\displaystyle {\rm {L^{3}\;M^{-1}\;T^{-2}}}} ».
Mathématiquement, cette définition devient donc :
{\displaystyle k=0{,}017\;202\;098\;95\;A^{\frac {3}{2}}\;D^{-1}\;S^{-{\frac {1}{2}}}}.
Ainsi définie, l'unité astronomique correspond à la distance au Soleil d’une particule de masse négligeable sur une orbite non perturbée et qui aurait une période orbitale de 365,256 898 3 jours (une année gaussienne). Cette première définition officielle explicite de l’unité astronomique prend en compte l'évolution des mesures des distances, l’utilisation de {\displaystyle k} pour définir l’unité astronomique ayant été en usage depuis le XIXe siècle avant de devenir officielle en 1938.
Sa valeur recommandée est alors :
{\displaystyle 1\;\mathrm {ua} =A=1{,}495\;978\;70\times 10^{11}\;\mathrm {m} },
soit 149 597 870 000 mètres.
Elle est obtenue comme suit :
{\displaystyle 1\;\mathrm {ua} =A=c\cdot T_{A}},
avec :
- {\displaystyle c}, la vitesse de la lumière dans le vide, égale à 299 792 458 mètres par seconde ;
- {\displaystyle T_{A}}, le temps de lumière pour une unité de distance, égal à 499,004 783 836 secondes.

### Valeur mesurée
| A en mètres             | Éphémérides      |
| ----------------------- | ---------------- |
| 149 597 870 684 ± 30    | JPL DE102        |
| 149 597 870 660 ± 2     | JPL DE118, DE200 |
| 149 597 870 620 ± 180   | Krasinsky 1993   |
| 149 597 870 691 ± 6     | JPL DE405        |
| 149 597 870 691,2 ± 0,2 | IAA EPM2000      |
| 149 597 870 697,4 ± 0,3 | JPL DE410        |
| 149 597 870 696,0 ± 0,1 | IAA EPM2004      |
| 149 597 870 700,85…     | JPL DE414        |

Ces définitions, combinées à des observations radar et au suivi des sondes spatiales, ont permis d’évaluer l’unité astronomique à 149 597 870,700 ± 0,003 km.
Par vulgarisation, on considère qu’une unité astronomique mesure environ 150 millions de kilomètres. Cela représente un parcours d’une durée d’un peu plus de 8 minutes à la vitesse de la lumière.

### Augmentation séculaire
En 2004, les astronomes russes Georgij Krasinsky et Victor A. Brumberg ont mis en évidence, par des mesures radiométriques de la distance entre la Terre et les planètes du Système solaire, une augmentation de la valeur de l'unité astronomique, d'environ 15 mètres par siècle. Comme dans le cas de la Lune qui s'éloigne de la Terre (de 3,8 m par siècle), ce phénomène est induit par des effets des marées qui éloignent progressivement les planètes (et ralentissent la rotation du Soleil, le moment cinétique total du système étant conservé) ainsi que par la perte de masse du Soleil à cause de la fusion nucléaire,.

### 2012 - valeur exacte fixée
Lors de la 28e assemblée générale de l’Union astronomique internationale, tenue fin août 2012 à Pékin, en Chine, l’unité astronomique est définie comme valant exactement 149 597 870 700 mètres,. Cela représente un parcours d’une durée de 499,004 783 836 s (soit 8 min 19 s) à la vitesse de la lumière dans le vide.

## Utilisation
L'unité astronomique est une unité extérieure au Système international (SI), mais d'usage courant en astronomie et dont l'usage est accepté avec le SI. Elle est surtout utilisée pour exprimer les distances au sein du Système solaire ou dans les systèmes planétaires.
L'unité astronomique est par ailleurs à l'origine de la définition du parsec. Cette autre unité de longueur, employée en astronomie pour mesurer la distance des étoiles, a été définie par triangulation comme la distance à laquelle la distance Terre-Soleil sous-tend un angle d'une seconde d'arc. Le parsec est aujourd'hui défini comme valant exactement 648 000/π unités astronomiques, sans référence explicite à sa signification géométrique.

## Distances à l’intérieur du Système solaire

### Distance moyenne des planètes du Système solaire au Soleil
- Mercure : 0,38 au
- Vénus : 0,72 au
- Terre : 1,00 au
- Mars : 1,52 au
- Jupiter : 5,21 au
- Saturne : 9,54 au
- Uranus : 19,18 au
- Neptune : 30,11 au

(Ces valeurs sont arrondies au centième près.)

### Autres distances moyennes au Soleil
- Mars - Phobos : 0,000 06 au
- Pluton - Charon : 0,000 13 au
- Mars - Deimos : 0,000 15 au
- Eris - Dysnomie : 0,000 24 au
- Hauméa - Hiʻiaka : 0,000 3 au
- 2005 HC4 : de 0,071 à 3,57 au
- Ceinture d'astéroïdes : 2 à 3,5 au[13]
- (4) Vesta : 2,3 au
- (3) Junon : 2,6 au
- (1) Cérès : 2,7 au
- (2) Pallas : 2,7 au
- Pluton : de 29 à 49 au
- Ceinture de Kuiper : de 30 à 55 au
- (136108) Hauméa : de 35,1 à 51,5 au
- (136199) Éris : de 37,7 à 97,5 au
- (136472) Makémaké : de 38,5 à 52,8 au
- Sonde Voyager 2 : 133,25 au (au 2 mai 2023)
- Sonde Voyager 1 : 159,81 au (au 2 mai 2023)
- Nuage de Oort : environ 50 000 au

## Histoire
La distance moyenne de la Terre au Soleil a été estimée dès l'Antiquité. D'après Archimède, Aristarque de Samos aurait estimé la distance moyenne de la Terre à 10 000 fois le rayon de la Terre. Sur les dimensions et des distances du Soleil et de la Lune, attribué à Aristarque, permet d'obtenir une estimation comprise entre 380 et 1 520 fois le rayon de la Terre. En réalité, la Terre se trouve à environ 23 000 rayons terrestres du Soleil.
|                                                                             | Parallaxe  | D/R       |
| --------------------------------------------------------------------------- | ---------- | --------- |
| Archimède, L'Arénaire (IIIe siècle av. J.-C.)                               | 40″        | 10 000    |
| Aristarque de Samos, Des grandeurs et des distances (IIIe siècle av. J.-C.) |            | 380-1 520 |
| Hipparque (IIe siècle av. J.-C.)                                            | 7′         | 490       |
| Posidonios (Ier siècle av. J.-C.), d'après Cléomède (Ier siècle)            |            | 10 000    |
| Ptolémée (IIe siècle)                                                       | 2′ 50″     | 1 210     |
| Godefroy Wendelin (1635)                                                    | 15″        | 14 000    |
| Jeremiah Horrocks (1639)                                                    | 15″        | 14 000    |
| Christian Huygens (1659)                                                    | 8,6″       | 24 000    |
| Jean-Dominique Cassini et Jean Richer (1672)                                | 9,5″       | 21 700    |
| Jérôme de Lalande (1771)                                                    | 8,6″       | 24 000    |
| Simon Newcomb (1895)                                                        | 8,80″      | 23 440    |
| Arthur R. Hinks (1909)                                                      | 8,807″     | 23 420    |
| H. Spencer Jones (1941)                                                     | 8,790″     | 23 466    |
| aujourd'hui                                                                 | 8,794 143″ | 23 455    |